# حماية الشعاب المرجانية

شعاب مرجانية

حماية الشعاب المرجانية مصطلح يشير إلى عملية تعديل الأنشطة البشرية، للحيلولة دون الإضرار بالشعاب المرجانية السليمة، ولمساعدة الشعاب المرجانية المتضررة على التعافي. من ضمن الاستراتيجيات الرئيسة للحفاظ على الشعاب المرجانية: تحديد أهداف قابلة لقياس التقدم فيها، والاستعانة بإدارة نشيطة فعالة، وبالمشاركة المجتمعية، وتقليل الضغوط التي تضر بالشعاب المرجانية السليمة. من الوسائل الإدارية: أن تُعيَّن مناطق فتُتخذ محميات بحرية، تُقيَّد فيها الأنشطة البشرية التي من قبيل الصيد.
يمكن أن يكون للغوص الترفيهي تأثير ضار قابل للقياس على الشعاب المرجانية الاستوائية، وهذا يرجع غالبًا إلى الضرر اللمسيّ الذي تتعرض له الشعاب المرجانية الصخرية الضعيفة الهشة. يمكن الحد من ذلك التأثير بتحسين قدرة الغواص على الطفو والتوازن، وبإطْلاع الغواصين على عواقب سلوك مسلك أرعن في النظام البيئي للشعاب المرجانية.
تحتاج المدائخ (أو السلائل) المرجانية إلى نحو 10 آلاف سنة لتكوين شعبة مرجانية، ويَلزم ما بين 100 ألف سنة و 30 مليون سنة لتَنضج الشعبة المرجانية نضجًا تامًّا.

## الشعاب المرجانية
تُعد الشعاب المرجانية من أعلى الأنظمة البيئية على الإطلاق من حيث الإنتاجية والتنوع البيولوجي. بسبب اختلاف تعرُّض كل منها للأنماط الموجية، نشأت مجموعة متنوعة من الموائل. يحتاج المرجان إلى علاقة تكافل وتقايُض مع طحالب السمبودميوم ليتمكن من عمل شعبة مرجانية. تُعِد تلك الطحالب الوحيدة الخلية غذائها من خلال عملية البناء الضوئي، ويتيح المرجان مأوى لتلك الطحالب في مقابل بعض ذلك الغذاء. ويمكن لطحالب السمبودميوم أن تموت من جراء تغير الظروف البيئية، وهذا يجعل المرجان يفقد لونه، في عملية تُدعى: تبييض شعاب المرجان. يستمد المرجان ألوانه المتنوعة النابضة بالحياة من مختلف أنواع طحالب السمبودميوم التي تسكن فيه.

## خدمات النظام البيئي
الشعاب المرجانية تزوّد ملايين الناس بخدمات بيئية، منها على سبيل المثال: مسامك وأدوية وخدمات سياحية وترفيهية، وحماية ساحلية، وكل هذا إلى جانب منافع جمالية وثقافية، مع أنها لا تشكل من الأنظمة البيئية البحرية على مستوى العالم كله إلا 0.2%.

### التنوع الحيوي
تُعرف الشعاب المرجانية أيضًا باسم « غابات البحر المطيرة »، وهي تغطي 1% من المحيط، لكنها على الرغم من هذا تتيح موائل لأكثر من 9 ملايين نوع حي –أي ما يقرب من ربع الحياة البحرية كلها – للغذاء والمأوى، وحتى بوصفها مناطق صيد للأنواع المفترسة. الأنواع الموجودة في موائل الشعاب المرجانية تضم أنواعًا من السمك واللافقاريات والطيور والحيوانات الضخمة التي من قبيل أسماك القرش والسلاحف والثدييات البحرية. وأخيرًا فإن الشعاب المرجانية من أهم أماكن التكاثر ووضع البيض ورعاية الصغار لعديد من الكائنات الحية.

### الحماية الساحلية
توفر الشعاب المرجانية بِنًى معقدة تخفف من أمواج المحيط، فتحمي السواحل بهذا من التيارات الموجية القوية والعواصف الشديدة. يعيش ما يقرب من 500 مليون إنسان على بعد 100 كم من الشعاب المرجانية، ويعتمدون عليها في حمايتهم من أمثال ما سبق ذكره. لا تقتصر أهمية الشعاب المرجانية على الحيلولة دون خسائر الأرواح وتضرر الممتلكات وتلف التربة، وإنما هي أيضًا بمنزلة حاجز للمواني والمرافئ التي تعتمد عليها اقتصاديًّا.